# Белый, Василий Павлович
Васи́лий Па́влович Бе́лый (укр. Василь Павлович Білий; род. 6 августа 1951 года, Иванье Дубенского района Ровенской области) — украинский государственный деятель, депутат Верховной рады Украины I созыва (1990—1994).

## Биография
Родился 6 августа 1951 года в селе Иванье Дубновского района Ровенской области.
С 1966 года работал в колхозе им. Котовского Дубновского района Ровенской области прицепщиком, трактористом, бригадиром полеводческой бригады, одновременно с 1967 года учился в Мирогощанском совхозе-техникуме.
С 1971 года проходил службу в Советской Армии. После возвращения из армии с 1973 года был заведующим животноводческой фермой, заместителем председателя правления, секретарём парткома колхоза им. Калинина Дубновского района, с 1974 года — заместителем председателя правления, секретарём парторганизации колхоза им. Котовского.
С 1979 года работал инструктором Дубновского райкома КП УССР, с 1980 года являлся председателем колхоза «Первомайский» Дубновского района. С 1988 года занимал пост второго секретаря Дубновского горкома КП УССР, с 1989 года был председатель Дубновского районного Совета и исполкома.
В 1990 году в ходе первых альтернативных парламентских выборов в Украинской ССР был выдвинут кандидатом в народные депутаты, 18 марта 1990 года во втором туре был избран народным депутатом Верховного совета Украинской ССР XII созыва (в дальнейшем — Верховной рады Украины I созыва) от Дубновского избирательного округа № 334 Ровенской области, набрал 54,39 % голосов среди 5 кандидатов. В парламенте являлся членом комиссии по вопросам возрождения и социального развития села, входил в депутатские группы «Аграрии», «Злагода — Центр», во фракцию конгресса национально-демократических сил. Депутатские полномочия истекли 10 мая 1994 года.
С 1994 года являлся директором государственного лесоохотхозяйства «Дубенское» Ровненской области.